# Catalogue des plantes du Jardin Botanique de Saigon
Catalogue des plantes du Jardin botanique de Saigon (abreviado Jard. Bot. Saigon) es un libro con ilustraciones y descripciones botánicas que fue escrito por el botánico, pteridólogo y briólogo francés Auguste Jean Baptiste Chevalier y publicado en Saigón en el año 1919, con el nombre de Institut scientifique de l’Indochine. Catalogue des Plantes du Jardin Botanique de Saigon.